# Alan Norris
Alan Norris (Yeovil, 1972. február 21. –) angol dartsjátékos. 2006-tól 2015-ig a British Darts Organisation, majd 2015-től 2020-ig a Professional Darts Corporation tagja. 2014-ben világbajnoki döntőt játszott a BDO-nál. Beceneve "Chuck".

## Pályafutása

### Kezdetek, BDO
Norris 2006-ban kezdte karrierjét a BDO szervezetnél. Először TV-s meccsen 2008-ban játszott a Welsh Open tornán, ahol az elődöntőig sikerült eljutnia. Ott a későbbi győztes Gary Anderson ellen kapott ki. Egy évvel később kvalifikálta magát a világbajnokságra, ahol először vehetett részt. Az első fordulóban Steve West volt az ellenfele, akit 3–0-ra legyőzött. Norris a második körben Scott Waites-el játszott, akitől 4–0-ra kikapott, így véget ért számára a világbajnokság.
Egészen 2012-ig kellett várnia ezután a komolyabb eredményekre, a világbajnokságon például először jutott be a negyeddöntőbe, ahol a későbbi világbajnok Christian Kist ellen kapott ki 5–1-re. 2012-ben Norris megnyerte a Welsh Masters-t és a Luxembourg Open-t. A 2012-es Zuiderduin Masters kiemelt torna jól sikerült számára. A csoportkört 112-es átlaggal zárta és ezután egészen a döntőig jutott. Ott már nem sikerült nyernie, Stephen Bunting ellen kapott ki 5–0-ra.
A 2013-as év gyengén sikerült számára, ezért a 2014-es világbajnokság sorsolásakor a nem kiemeltek között kapott helyet. Emiatt már az első körben a címvédővel Scott Waites-el kellett megküzdenie, de Norris számára jól alakult a meccs és végül 3–0-ra győzött. Ezek után legyőzte Glen Durrant-et, James Wilsont és Jan Dekkert is és bejutott a világbajnoki döntőbe. Az ellenfele a döntőben Stephen Bunting volt, aki végül 7–4-re legyőzte Norrist és megnyerte a világbajnoki címet.
Az elvesztett vb döntő után át tudta menteni jó formáját az év további versenyeire is és végül 8 versenyt nyert meg az évben. Jó eredményei miatt bekerült 2014-es Grand Slam of Darts kiemelt PDC tornára (ahol korábban PDC és BDO versenyzők is indultak) és a csoportkört túlélve bekerült a nyolcaddöntőbe, ahol Kim Huybrechts ellen kapott ki 10–5-re.
Utolsó BDO-s világbajnokságán 2015-ben a nyolcaddöntőig jutott, ahol Darryl Fitton-tól kapott ki és búcsúzott a tornától.
Norris 2015-ben elhagyta a BDO-t és a PDC-nél folytatta karrierjét.

### PDC
Norris 2015 januárjában a PDC Qualifying School versenyén indult, ahol rögtön az első napon produkált egy kilencnyilas leget. Meg is nyerte a tornát Carl Abbiss ellen 5–3-ra, így megszerezte a Pro Tour versenyekre szükséges kártyát a következő két évre.
A Players Championship 18. állomásán Írországban megszerezte első tornagyőzelmét a PDC-nél. A döntőben Kim Huybrechts-et sikerült legyőznie 6–1-re, miközben a 108-as körátlagot is elérte a meccsen. Jó teljesítményének köszönhetően bekerült a legjobb 32-be a Pro Tour ranglistán és részt vehetett a Players Championship nagytornán. Ott az első körben Terry Jenkinst verte 6–3-ra, majd a nyolcaddöntőben Adrian Lewis ellen kapott ki 10–3-ra.
Norrisnak sikerült a 2016-os világbajnokságra kvalifikálnia magát, így először vehetett részt a PDC-nél világbajnokságon. Első körben a hatodik helyen kiemelt Robert Thornton ellen játszott, akit egy erős játékkal 3–0-ra legyőzött. A következő körben Joe Murnant verte, a harmadik körben pedig Mark Webstert győzte le. Norris így első világbajnokságán bejutott a negyeddöntőbe, ahol a Phil Taylort legyőző Jelle Klaasen volt az ellenfele. Norrisnak 4–3-nál már csak egy szettet kellett volna megnyernie az elődöntőbe kerülésért, de ellenfele fordított és megnyerte a mérkőzést. Norris így a negyeddöntőben kényszerült elbúcsúzni első PDC-s világbajnokságán.
2017-ben a vb-n a második körig jutott, ahol Raymond van Barneveld verte meg 4–0-ra.
Norris számára a következő 2018-as világbajnokság is csak a második körig tartott, ahol James Richardson ellen esett ki 4–1-es vereséggel.

## Világbajnoki szereplései

### BDO
- 2009: Második kör (vereség  Scott Waites ellen 0–4)
- 2010: Első kör (vereség  Robert Wagner ellen 2–3)
- 2011: Második kör (vereség  Garry Thompson ellen 2–4)
- 2012: Negyeddöntő (vereség  Christian Kist ellen 1–5)
- 2013: Második kör (vereség  Wesley Harms ellen 3–4)
- 2014: Döntő (vereség  Stephen Bunting ellen 4–7)
- 2015: Második kör (vereség  Darryl Fitton ellen 3–4)

### PDC
- 2016: Negyeddöntő (vereség  Jelle Klaasen ellen 4–5)
- 2017: Második kör (vereség  Raymond van Barneveld ellen 0–4)
- 2018: Második kör (vereség  James Richardson ellen 1–4)
- 2019: Harmadik kör (vereség  Ryan Joyce ellen 3–4)

## Döntői

### BDO nagytornák: 2 döntős szereplés
| Történet                 |
| BDO Világbajnokság (0–1) |
| Zuiderduin Masters (0–1) |

| Eredmény | Sorszám | Év   | Bajnokság          | Ellenfél a döntőben | Pontok   |
| Döntős   | 1.      | 2012 | Zuiderduin Masters | Stephen Bunting     | 0–5 (sz) |
| Döntős   | 2.      | 2014 | BDO Világbajnokság | Stephen Bunting     | 4–7 (sz) |

### PDC European Tour-versenyek: 1 döntős szereplés
| Történet    |
| ----------- |
| Egyéb (1–0) |

| Eredmény | Sorszám | Év   | Bajnokság                 | Ellenfél a döntőben | Pontok  |
| Győztes  | 1.      | 2016 | German Darts Championship | Jelle Klaasen       | 6–5 (l) |

1. 1 2  (l) = pontszám legekben, (sz) = pontszám szettekben.

## Tornagyőzelmei
| Players Championships - Players Championship (IRE): 2015 - Players Championship (BAR): 2017 European Tour Events - German Darts Championship: 2016 | - British Classic: 2014 - Catalonian Open: 2014 - Denmark Open: 2014 - England Open Early Bird: 2011 - French Open: 2010, 2011 - Luxembourg Open: 2011, 2012 - Polish Open: 2014 - Scottish Classic: 2014 - Sweden National Championship: 2007 - Swedish Open: 2014 - Wales Masters: 2012 |

## Televíziós 9 nyilasai
| Időpont            | Ellenfél      | Torna                       | Kombináció                      | Díjazás  |
| ------------------ | ------------- | --------------------------- | ------------------------------- | -------- |
| 2016. november 25. | Michael Smith | Players Championship Finals | 3 x T20; 3 x T20; T20, T19, D12 | 35 000 £ |